# Óscar Tusquets
Óscar Tusquets Blanca (Barcelona, 14 de junio de 1941) es un arquitecto, diseñador, pintor y escritor español. Es hermano de la editora y escritora Esther Tusquets.

## Biografía
Óscar Tusquets Blanca realizó sus estudios en la Escuela de la Lonja, en el Colegio Alemán de Barcelona y en la ETSAB. En 1964 fundó el Studio PER junto a Lluís Clotet, Cristian Cirici y Josep Bonet, estudio en el que colaboró de forma regular hasta 1984. Realizó junto a Lluís Clotet la gran mayoría de sus proyectos de ese periodo: Casa Fullà, Casa Regás y su Belvedere, casa en Pantelaria y restaurante La Balsa. En 1975 realizó, junto a su maestro y amigo Salvador Dalí, la sala Mae West en el Teatro-Museo Dalí de Figueras.
En 1987 se asoció al arquitecto Carlos Díaz para el desarrollo de proyectos de urbanismo y arquitectura en diversos países, como Japón o Alemania. Algunas de las obras más significativas son la ampliación y remodelación del Palacio de la Música Catalana, en Barcelona (declarado por la UNESCO patrimonio de la humanidad), colaboración en el Museo del Louvre de París, el Auditorio Alfredo Kraus en Las Palmas de Gran Canaria o la estación Toledo del Metro de Nápoles y su entorno urbano. También participó en diversos proyectos urbanísticos como la remodelación de la zona del Convento de los Ángeles o la construcción de la Villa Olímpica, ambos proyectos en la capital catalana. 
Es también diseñador gráfico e industrial. Socio fundador de BD Barcelona Design, con esta productora se inició como diseñador de muebles y objetos. Ha colaborado con prestigiosas productoras españolas, italianas y alemanas. Algunas de sus piezas forman parte de las colecciones de importantes museos como el MoMA de Nueva York o el Georges Pompidou de París. 
Entre otras distinciones ha recibido el Premio Nacional de Diseño, la Medalla de Oro al Mérito en las Bellas Artes, la Palme de Chevalier de l’Ordre des Arts et des Lettres, y la Creu de Sant Jordi (1987). Además tiene dos premios Ciudad de Barcelona, y varios FAD de Arquitectura y Delta de Diseño. 
Aunque pinta desde hace sesenta años, hace poco que expone y que se da la posibilidad de adquirir su obra. Lo ha hecho en las galerías Artur Ramon y Lassaletta de Barcelona, en el Convent de la Misió de Mallorca, en Patrick Domken de Cadaqués, en Room One de Londres, en el Museo Boca del Calvari de Benidorm y en La Rambleta de Valencia. En junio de 2017 participó con dos obras en la London Art Biennale. Una de sus obras, Julia, retrato de la artista Julia de Castro en  2015, fue adquirido por la Fundación Vila Casas, centro dedicado a la pintura contemporánea catalana, y  puede verse en la sala taurina del Museo Can Framis.

## Obras
- Fuente a la comunicación
- Hotel Barcelona Princess

## Libros
- Más que discutible (1994), Tusquets Editores
- Todo es comparable (1998), Ed. Anagrama
- Dios lo ve (2000), Ed. Anagrama
- Dalí y otros amigos (2003), RqueR Editorial
- Contra la desnudez (2007), Ed. Anagrama
- Tiempos que fueron (2012), junto con Esther Tusquets, Ediciones B
- Amables personajes (2014), Ed. Acantilado
- Pasando a limpio (2019), Ed. Acantilado, ISBN: 978-8417902049.
- Vivir no es tan divertido y envejecer un coñazo (2021), Ed. Anagrama, Narrativas hispánicas, ISBN: 978-8433999207.
- Sin figuración, poca diversión: y otras certezas (2022), Ed. Tusquets, ISBN: 978-8411071024.